# Мотта-Камастра
Мотта-Камастра (итал. Motta Camastra) — коммуна в Италии, располагается в регионе Сицилия, в провинции Мессина.
Население составляет 905 человек (2008 г.), плотность населения составляет 34 чел./км². Занимает площадь 25 км². Почтовый индекс — 98030. Телефонный код — 0942.
Покровителем населённого пункта считается Архангел Михаил, празднование 29 сентября.

## Демография
Динамика населения:

## Администрация коммуны
- Официальный сайт: https://web.archive.org/web/20060513225859/http://www.comune.mottacamastra.me.it/